# Лесной (Амурская область)
Лесно́й — посёлок в Сковородинском районе Амурской области России. Входит в городское поселение «Город Сковородино».

## География
Расположен в 15 км к юго-западу от районного центра, города Сковородино, на левом берегу реки Большой Невер (левый приток Амура).
Через посёлок идёт автодорога к селу Джалинда и линия Забайкальской железной дороги Сковородино — Рейново.

## Население
| 2002 | 2010 | 2012 | 2013 | 2014 | 2015 | 2016 |
| ---- | ---- | ---- | ---- | ---- | ---- | ---- |
| 436  | ↘349 | ↘340 | ↗350 | ↘342 | →342 | ↘339 |
| 2017 | 2018 | 2021 |      |      |      |      |
| ↘338 | ↘332 | ↘293 |      |      |      |      |